# هاچینوهه، آئوموری
هاچینوهه، آئوموری از شهرهای استان آئوموری ژاپن است که جمعیت آن در ۱ ژانویه ۲۰۰۸ برابر با ۲۴۱٬۶۱۳ نفر بوده‌است.